# Hermann Ostern
Hermann Ostern (vollständiger Name Hermann Joseph Ostern; * 5. Februar 1883 in Mainz; † 12. April 1944 in Unterschondorf) war ein deutscher Klassischer Philologe und Gymnasialdirektor. Er unterrichtete als Professor am Gymnasium in Durlach (1912–1913, Direktor 1930–1932) und am Kurfürst-Friedrich-Gymnasium in Heidelberg (1913–1930, Direktor 1932–1939).

## Leben
Hermann Ostern war einer der fünf Söhne des Weingutbesitzers und Industriellen Wilhelm Ostern und seiner Frau Franziska geb. Becker. Er besuchte ab 1889 die Vorschule und ab 1890 das Gymnasium in Mainz; nach einem halben Jahr wechselte er an das Gymnasium in Worms, wo sein Vater Direktor einer Lederfabrik geworden war. Nach der Reifeprüfung 1901 sammelte Hermann Ostern ein halbes Jahr lang praktische Erfahrungen in Dreherei, Modellschreinerei, Schmiede und Gießerei. Anschließend ging er an die Technische Universität München und studierte Maschinenbau, Mathematik, Physik und Chemie; gleichzeitig hörte er an der Ludwig-Maximilians-Universität München Vorlesungen in Klassischer Philologie bei Wilhelm von Christ, einem Cousin seines Vaters. Nach zwei Semestern wechselte er an die Technische Universität in Charlottenburg und setzte dort auch seine philologischen Studien an der Berliner Friedrich-Wilhelms-Universität fort. Unter dem Eindruck der Vorlesungen und der Persönlichkeit des Philologen Ulrich von Wilamowitz-Moellendorff wechselte er nach einem Semester zur Klassischen Philologie und nahm noch Geschichte und Germanistik dazu. Nach drei Semestern an der Universität Heidelberg ging er erneut an die Ludwig-Maximilians-Universität München und wurde dort am 23. Juli 1906 mit der Dissertation Die Bewaffnung in Homers Ilias zum Dr. phil. promoviert. Für das Wintersemester 1906/1907 ging er an die Universität Heidelberg und legte im März 1907 die Lehramtsprüfung in Karlsruhe ab. Von April 1907 bis 1908 leistete er als Einjährig-Freiwilliger in Heidelberg seinen Militärdienst ab.
Im April 1908 ging Ostern als Lehramtspraktikant an das Gymnasium in Durlach. Kurz darauf heiratete er Else Christ, die Tochter seines Onkels und akademischen Lehrers. Aus der Ehe gingen drei Söhne hervor, von denen der älteste früh starb und einer im Zweiten Weltkrieg fiel. Hermann Ostern wurde 1912 in Durlach zum Gymnasialprofessor ernannt. 1913 wechselte er an das Kurfürst-Friedrich-Gymnasium in Heidelberg, an dem er fast seine gesamte Laufbahn verbrachte. Beim Ausbruch des Ersten Weltkriegs meldete er sich freiwillig und wurde nach kurzer Zeit verwundet, so dass er entlassen wurde und ins Lehramt zurückkehrte. Seine Tätigkeit ging weit über das Gymnasium hinaus: Er gab Schulausgaben römischer Dichter heraus, engagierte sich im badischen Gymnasialverein und hielt ab 1916 griechische Stilübungen am philologischen Proseminar der Universität Heidelberg. Zum 9. September 1930 wurde er zum Direktor des Gymnasiums in Durlach ernannt; aber nicht einmal zwei Jahre später, am 1. Juli 1932, kehrte er als Gymnasialdirektor nach Heidelberg zurück.
In der Zeit des Nationalsozialismus hielt Ostern Abstand zur herrschenden Ideologie. Als Direktor des Kurfürst-Friedrich-Gymnasiums, Vorstandsmitglied des Gymnasialvereins und Herausgeber der Zeitschrift Das humanistische Gymnasium verfocht er das humanistische Bildungsideal gegen Gleichschaltungsbestrebungen. Ein Kollege am Gymnasium denunzierte ihn 1939, als Ostern einen jüdischen Arzt aufgesucht hatte. So wurde Ostern im Mai 1939 zwangsweise in den Ruhestand versetzt und verlor auch seinen Lehrauftrag an der Universität. Wenige Wochen später, im Juni 1939, zog er mit seiner Familie nach Schondorf am Ammersee, wo ihm sein Freund Ernst Reisinger eine Stelle am Landerziehungsheim angeboten hatte. Im Winter 1940/1941 erkrankte Ostern schwer und musste seine Lehrtätigkeit aufgeben. Die nächsten Jahre waren von Herzbeschwerden und dem Tod seines Sohnes Hermann an der Ostfront (1941) überschattet. Am 12. April 1944 starb er in Unterschondorf an einer Embolie.

## Schriften (Auswahl)
- Über die Bewaffnung in Homers Ilias. Tübingen 1909 (Dissertation, München 1906)
- Auswahl aus Albius Tibullus. Leipzig/Berlin 1922. 2., erweiterte Auflage unter dem Titel: Albius Tibullus und Sextus Propertius. Leipzig/Berlin 1932
- Auswahl aus Valerius Catullus. Leipzig/Berlin 1923. 3., vermehrte Auflage 1927. 4., vermehrte Auflage 1929
- Auswahl aus M. Valerius Martialis und D. Iunius Iuvenalis. Leipzig 1925. 2. Auflage 1929
- Decimus Magnus Ausonius, Mosella, Bissula-Gedichte, Pater ad filium. Venantius Fortunatus, De coco, qui ipsi navem tulit, und De navigio suo. Leipzig 1926. 2., erweiterte Auflage 1934
- mit Fritz Bucherer: Werbeschrift des Deutschen Gymnasialvereins und des Bayerischen Landesverbandes der Vereinigungen der Freunde des humanistischen Gymnasiums für das Jahr 1934. Leipzig 1934